# Perlongipalpus
Genre
Perlongipalpus est un genre d'araignées aranéomorphes de la famille des Linyphiidae.

## Distribution
Les espèces de ce genre se rencontrent en Russie et en Mongolie.

## Liste des espèces
Selon World Spider Catalog (version 16.5, 14/11/2015) :
- Perlongipalpus mannilai Eskov & Marusik, 1991
- Perlongipalpus mongolicus Marusik & Koponen, 2008
- Perlongipalpus pinipumilis Eskov & Marusik, 1991
- Perlongipalpus saaristoi Marusik & Koponen, 2008

## Publication originale
- Eskov & Marusik, 1991 : New linyphiid spider (Aranei, Linyphiidae) from east Siberia. Korean Arachnology, vol. 6, no 2, p. 237-253.